# هيلج لوند
هيلج لوند (بالنرويجية: Helge Lund)‏ (و. 1962  م) هو رائد أعمال، وكبير الإداريين التنفيذيين نرويجي، ولد في أسكر.

## التعليم
تعلم في الكلية النرويجية للاقتصاد ‏.

## روابط خارجية
- هيلج لوند على موقع مونزينجر (الألمانية)